# ماثيو هنري مارش
ماثيو هنري مارش (بالإنجليزية: Matthew Henry Marsh)‏ هو محام بالقضاء العالي وسياسي بريطاني، ولد في 10 سبتمبر 1810 بسالزبوري في المملكة المتحدة، وتوفي في 26 يناير 1881 في نفس البلد. في الانتخابات العامة في المملكة المتحدة 1857 ‏، انتخب عضو برلمان المملكة المتحدة الـ17 عن دائرة Salisbury ‏ (27 مارس 1857 – 23 أبريل 1859) وفي الانتخابات العامة في المملكة المتحدة 1859 ‏، انتخب عضو برلمان المملكة المتحدة الـ18 عن دائرة Salisbury ‏ (28 أبريل 1859 – 6 يوليو 1865) وفي الانتخابات العامة في المملكة المتحدة 1865 ‏، انتخب عضو برلمان المملكة المتحدة الـ19 عن دائرة Salisbury ‏ (11 يوليو 1865 – 11 نوفمبر 1868).